# حارة بير فضل (المنصورة)
حارة بير فضل هي إحدى حارات حي الثورة الواقع بمديرية المنصورة التابعة لمحافظة عدن، بلغ تعداد سكانها 1661 نسمة حسب تعداد اليمن لعام 2004.